# Liste des gares de l'Ain

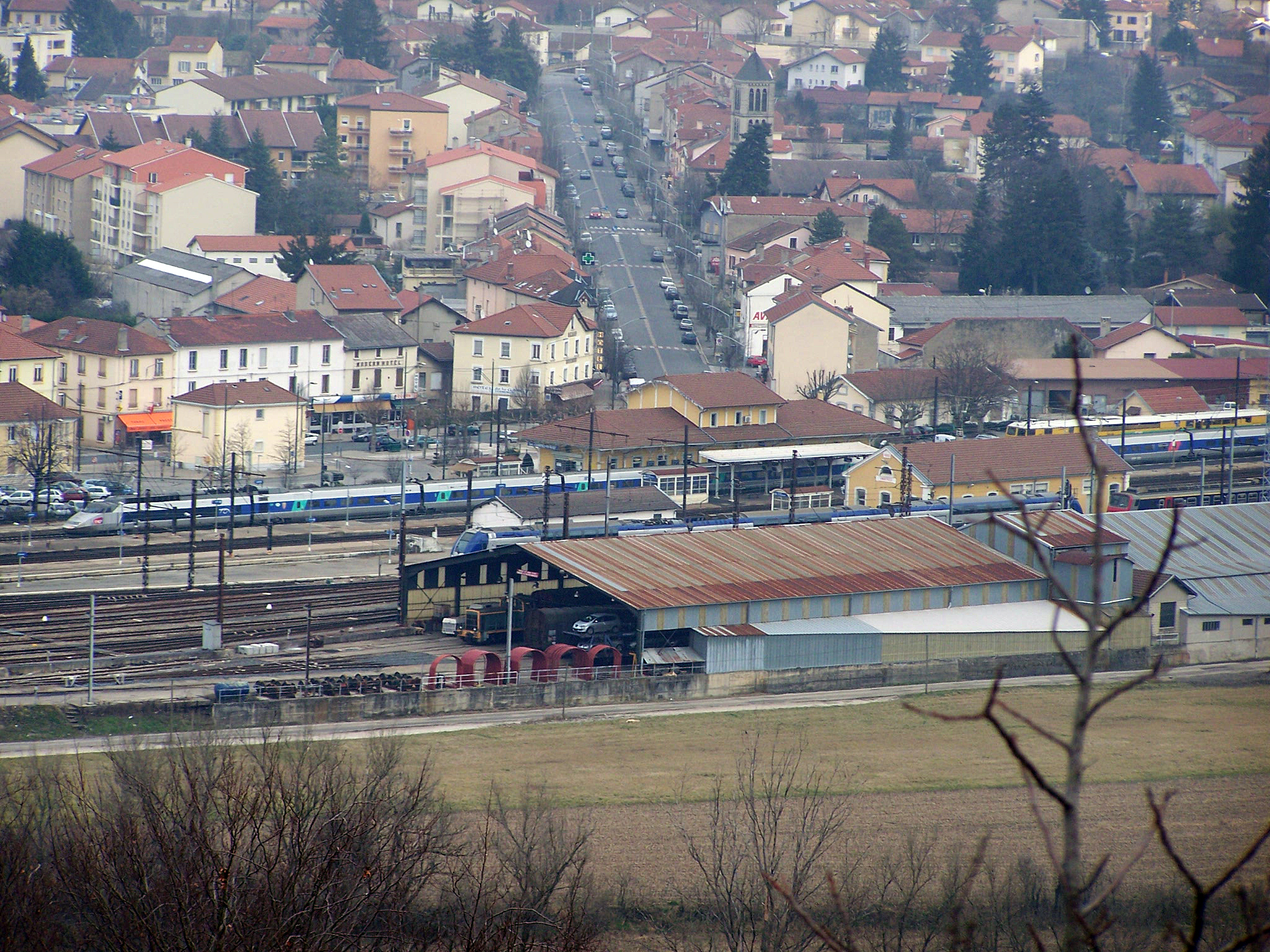
La gare d'Ambérieu.

La liste des gares de l'Ain, est une liste des gares ferroviaires, haltes ou arrêts, situées dans le département de l'Ain, en région Auvergne-Rhône-Alpes.
Liste actuellement non exhaustive, les gares fermées sont en italique.

## Gares ferroviaires des lignes du réseau national

### Gares ouvertes au trafic voyageurs
Le département de l'Ain compte en 2021 38 points d'arrêt ferroviaire ouvert au trafic voyageurs dont 3 accueillent des arrêts TGV. 25 de ces points d'arrêt sont des points d'arrêt non géré (PANG).
| Gare                      | Commune                  | Code UIC | Fréquentation 2023 (Nombre de voyageurs/an) | Remarques                      |
| ------------------------- | ------------------------ | -------- | ------------------------------------------- | ------------------------------ |
| Ambérieu-en-Bugey         | Ambérieu-en-Bugey        | 87743716 | 1 404 224                                   |                                |
| Ambronay - Priay          | Ambronay                 | 87743146 | 8 222                                       |                                |
| Bellegarde-sur-Valserine  | Valserhône               | 87745000 | 1 723 382                                   | Arrêt TGV                      |
| Bellignat                 | Bellignat                | 87743526 | 5 116                                       |                                |
| Beynost                   | Beynost                  | 87723544 | 267 635                                     |                                |
| Bourg-en-Bresse           | Bourg-en-Bresse          | 87743005 | 1 952 521                                   | Arrêt TGV                      |
| Brion - Montréal-la-Cluse | Brion                    | 87131961 | 45 871                                      | Gare ouverte en 1996           |
| Ceyzériat                 | Ceyzériat                | 87743302 | 5 776                                       |                                |
| Cize-Bolozon              | Bolozon                  | 87743344 | 1 447                                       |                                |
| Culoz                     | Culoz                    | 87741074 | 273 513                                     |                                |
| Les Echets                | Miribel                  | 87723718 | 178 663                                     |                                |
| Marlieux - Châtillon      | Marlieux                 | 87723767 | 143 948                                     |                                |
| Meximieux - Pérouges      | Meximieux                | 87723585 | 758 108                                     |                                |
| Mézériat                  | Mézériat                 | 87725838 | 46 674                                      |                                |
| Mionnay                   | Mionnay                  | 87723726 | 100 912                                     |                                |
| Miribel                   | Miribel                  | 87723528 | 320 358                                     |                                |
| Montluel                  | Montluel                 | 87723569 | 562 874                                     |                                |
| Nurieux                   | Nurieux-Volognat         | 87743351 | 16 456                                      | Arrêt TGV                      |
| Oyonnax                   | Oyonnax                  | 87743534 | 128 079                                     |                                |
| Polliat                   | Polliat                  | 87725846 | 9 050                                       |                                |
| Pont-d'Ain                | Pont-d'Ain               | 87743120 | 32 568                                      |                                |
| Pont-de-Veyle             | Crottet                  | 87725804 | 57 341                                      |                                |
| Pougny - Chancy           | Pougny                   | 87745380 | 3 133                                       | Desservie par le Léman Express |
| Saint-André-de-Corcy      | Saint-André-de-Corcy     | 87723734 | 272 654                                     |                                |
| Saint-Marcel-en-Dombes    | Saint-Marcel             | 87723742 | 81 632                                      |                                |
| Saint-Martin-du-Mont      | Saint-Martin-du-Mont     | 87743112 | 6 807                                       |                                |
| Saint-Maurice-de-Beynost  | Saint-Maurice-de-Beynost | 87723536 | 232 748                                     |                                |
| Saint-Paul-de-Varax       | Saint-Paul-de-Varax      | 87723783 | 83 955                                      |                                |
| Saint-Rambert-en-Bugey    | Saint-Rambert-en-Bugey   | 87743740 | 13 220                                      |                                |
| Servas - Lent             | Servas                   | 87723791 | 72 041                                      |                                |
| Seyssel - Corbonod        | Corbonod                 | 87745828 | 85 349                                      |                                |
| Simandre-sur-Suran        | Simandre-sur-Suran       | 87743336 | 12 709                                      |                                |
| Tenay - Hauteville        | Tenay                    | 87743757 | 44 639                                      |                                |
| La Valbonne               | Beligneux                | 87723577 | 214 395                                     |                                |
| Villars-les-Dombes        | Villars-les-Dombes       | 87723759 | 470 245                                     |                                |
| Villereversure            | Villereversure           | 87743328 | 5 776                                       |                                |
| Virieu-le-Grand - Belley  | Virieu-le-Grand          | 87741504 | 68 564                                      |                                |
| Vonnas                    | Vonnas                   | 87725820 | 104 874                                     |                                |

### Gares fermées au trafic voyageurs: situées sur une ligne en service
- Gare d'Allemogne
- Gare d'Ambutrix
- Gare d'Anglefort
- Gare d'Arbent
- Gare d'Artemare - Saint-Martin
- Gare de Belley
- Gare de La Boisse
- Gare de Brens - Virignin
- Gare de La Burbanche
- Gare de Charix - Lalleyriat
- Gare de Châtillon-en-Michaille
- Gare de Chazey-Bons
- Gare de Chazey-Magnieu
- Gare de Chevry
- Gare de La Cluse
- Gare de Coligny (Ain)
- Gare de Fénières
- Gare de Flies
- Gare de Fort-l'Écluse-Collonges
- Gare de Génissiat
- Gare de Lagnieu
- Gare de Leyment
- Gare de Longeray-Léaz
- Gare de Martignat
- Gare de Montréal
- Gare du Moulin-des-Ponts
- Gare de Nantua
- Gare des Neyrolles
- Gare de Neyron
- Gare de Péron - Farges
- Gare de Pugieu
- Gare de Pyrimont - Chanay
- Gare de Rossillon
- Gare de Saint-Étienne-du-Bois
- Gare de Saint-Germain-de-Joux
- Gare de Saint-Jean-de-Gonville
- Gare de Saint-Jean-sur-Veyle
- Gare de Sénissiat-Revonnas
- Gare de Sergy - Saint-Genis
- Gare de Sous-Peyron
- Gare de Thoiry
- Gare de Torcieu
- Gare de Vaux
- Gare de La Vavrette-Tossiat
- Gare de Villieu - Loyes

### Gares fermées au trafic voyageurs: situées sur une ligne fermée
- Gare d'Arbère
- Gare d'Attignat
- Gare de Brégnier-Cordon
- Gare de Cessy
- Gare de Divonne-les-Bains
- Gare d'Échenevex
- Gare de Gex
- Gare de Grilly
- Gare de Jayat - Foissiat
- Gare de Mantenay
- Gare de Massieux
- Gare de Montrevel
- Gare de Murs
- Gare de Parcieux
- Gare de Peyrieu
- Gare de Pitegny
- Gare de Reyrieux
- Gare de Saint-Julien-sur-Reyssouze
- Gare de Saint-Sorlin - Vertrieu
- Gare de Saint-Trivier-de-Courtes
- Gare de Sault-Brénaz
- Gare de Trévoux
- Gare de Villebois
- Gare de Viriat

## Voie étroite

### Gares fermées au trafic voyageurs situées sur une ligne fermée
- Gare du Châtelard
- Gare de Châtillon-sur-Chalaronne
- Gare de Marlieux
- Gare de Moulin-des-Champs

## Les lignes ferroviaires

### En service
- Ligne d'Andelot-en-Montagne à La Cluse
- Ligne de Bourg-en-Bresse à Bellegarde
- Ligne de Collonges - Fort-l'Écluse à Divonne-les-Bains (frontière)
- Ligne de Culoz à Modane (frontière)
- Ligne de Longeray-Léaz au Bouveret
- Ligne de Lyon-Perrache à Genève (frontière)
- Ligne de Lyon-Saint-Clair à Bourg-en-Bresse
- Ligne de Mâcon à Ambérieu
- Ligne de Mouchard à Bourg-en-Bresse
- LGV Rhône-Alpes
- LGV Sud-Est

### Désaffectée
Note : les stations des lignes en italique ne sont pas présentées dans les listes ci-avant. 
- Ligne d'Ambérieu à Montalieu-Vercieu
- Ligne de Chalon-sur-Saône à Bourg-en-Bresse
- Ligne de Lyon-Croix-Rousse à Trévoux
- Ligne de Pressins à Virieu-le-Grand
- Chemin de fer de Marlieux à Châtillon
- Tramways de l'Ain
- Tram de Bellegarde à Chézery